# Nocne przejście

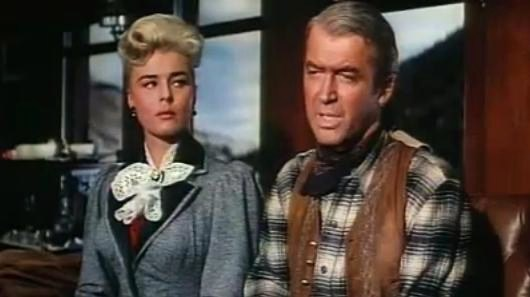
Elaine Stewart i James Stewart w scenie z filmu

Nocne przejście – amerykański kolorowy western z 1957 roku, na podstawie powieści Normana A. Foxa.

## Obsada
- James Stewart – Grant McLaine
- Audie Murphy – Utica Kid
- Dan Duryea – Whitey Harbin
- Dianne Foster – Charlotte „Charlie” Drew
- Elaine Stewart – Verna Kimball
- Brandon deWilde – Joey Adams
- Jay C. Flippen – Ben Kimball
- Herbert Anderson – Will Renner
- Robert J. Wilke – Concho
- Hugh Beaumont – Jeff Kurth
- Jack Elam – Shotgun
- Tommy Cook – Howdy Sladen
- Paul Fix – Clarence Feeney
- Olive Carey – panna Vittles
- James Flavin – Tim Riley
- Donald Curtis – Jubilee
- Ellen Corby – pani Feeney

## Fabuła
Kolorado w XIX wieku. Grant McLaine przybywa na budowę linii kolejowej. Dowiaduje się, że na pociągi przewożące pieniądze miały miejsce trzy napady. Dawny szef McLaine'a, magnat kolejowy Ben Kimball prosi go o potajemne przewiezienie wypłaty (10 000 dolarów) dla robotników budujących linię kolejową. W międzyczasie McLaine ratuje z opresji chłopaka, który przyłącza się do niego. Ruszają pociągiem, na który zastawiają pułapkę bandyci, tarasując tory. W składzie jest dołączony wagon z dodatkową obstawą, jednak bandyci odłączają go. McLaine skrycie przekazuje pieniądze chłopakowi, po czym zostaje wyrzucony przez bandytów w krzaki, a chłopak zabrany z uciekającymi napastnikami. McLaine postanawia odzyskać gotówkę i uratować chłopaka przed zejściem na złą drogę. McLaine dociera do kryjówki bandy twierdząc, że chce do nich dołączyć po utracie pracy po rabunku pieniędzy. Okazuje się być starszym bratem Utica Kida, jednego z przywódców bandy. Kolejną niespodzianką jest Renner, pracownik w biurze kolei, który okazuje się „wtyczką” bandy. Renner rozpoznaje McLaine'a, po czym dochodzi do wymiany ognia. Po konnym pościgu następuje strzelanina w opuszczonej kopalni. Brat staje po stronie McLaine'a, i ginie. Zabici zostają również wszyscy bandyci. Ostatecznie McLaine dostarcza wypłatę pracownikom kolei.